# Centre de formation et recherche en psychanalyse de l'université Columbia
Le Centre de formation et recherche en psychanalyse de l'université Columbia est un institut de psychanalyse américain créé en 1945 au sein du département de médecine de l'université de Columbia.

## Présentation
Initialement nommé Clinique psychanalytique pour la formation et la recherche et fondé en 1945 par Sándor Radó, George E. Daniels, David Levy, Abram Kardiner, et Nolan D. C. Lewis, le Centre de formation et recherche en psychanalyse de l'université Columbia fait partie du département de psychiatrie au collège des médecins et chirurgiens de l'université Columbia. Il offre des formations en psychanalyse et psychanalyse de l'enfance, en psychothérapie de l'enfant et de l’adulte et en psychothérapie familiale. Ces formations sont ouvertes aux psychiatres ou aux psychologies cliniciens.
Le centre propose également des psychanalyses pour les plus démunis à New York.
Les membres sont des psychiatres ou des psychologues qui se spécialisent dans la théorie de la relation d’objet, l’ego-psychology, la self-psychology, les théories kleiniennes, la théorie de l'attachement et la neuropsychanalyse. Les membres actuels et passés sont notamment Willard Gaylin, Didier Anzieu, Abram Kardiner, Otto Kernberg, Sandor Rado, ou encore Daniel Stern.
Le centre a reçu en 1998 le Sigourney Awaard, qui souhaite ainsi récompenser les préoccupations du centre en ce qui concerne la recherche et la formation en psychanalyse.